# Opočínek

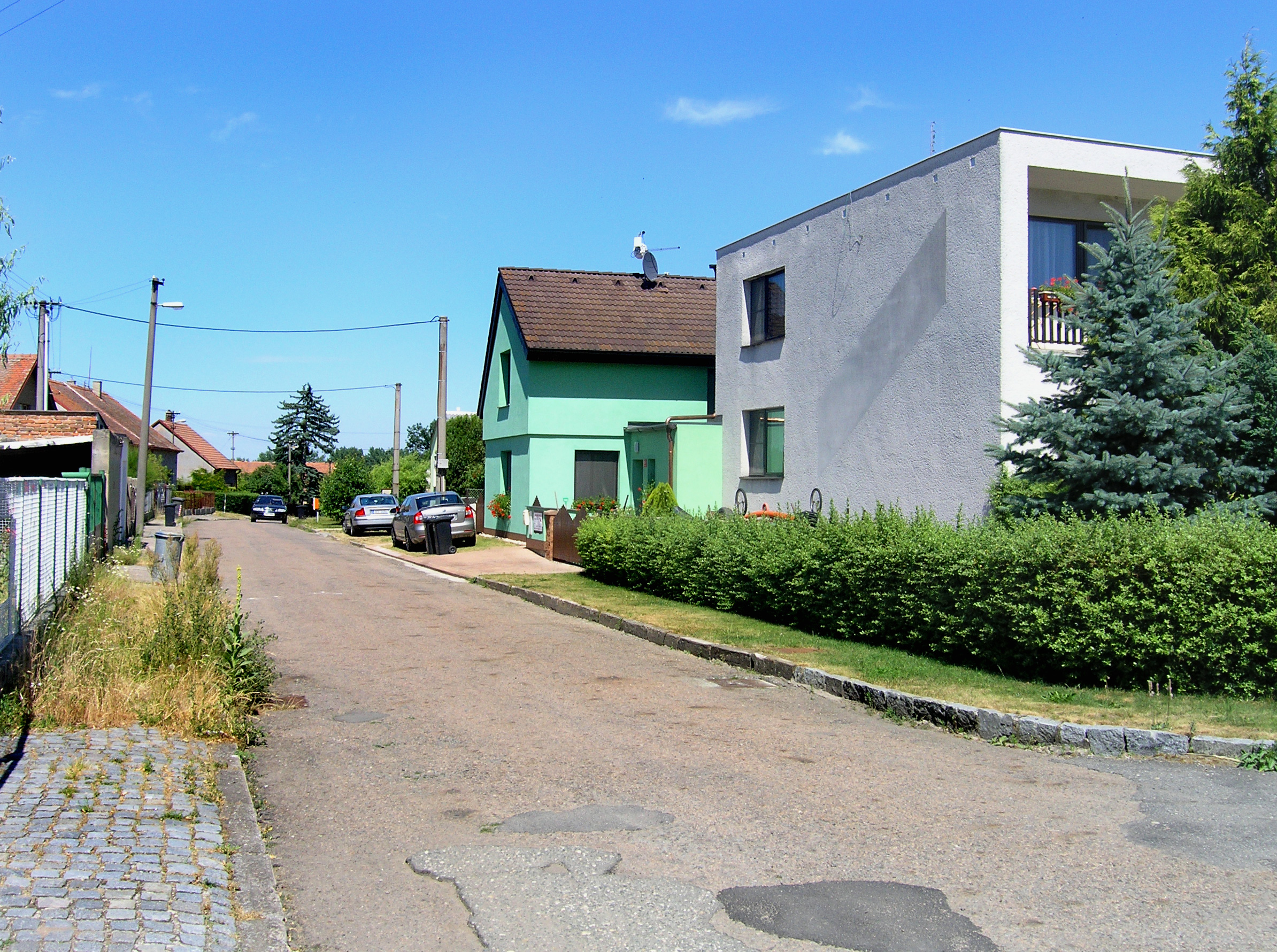
Häuser im westlichen Teil des Dorfes

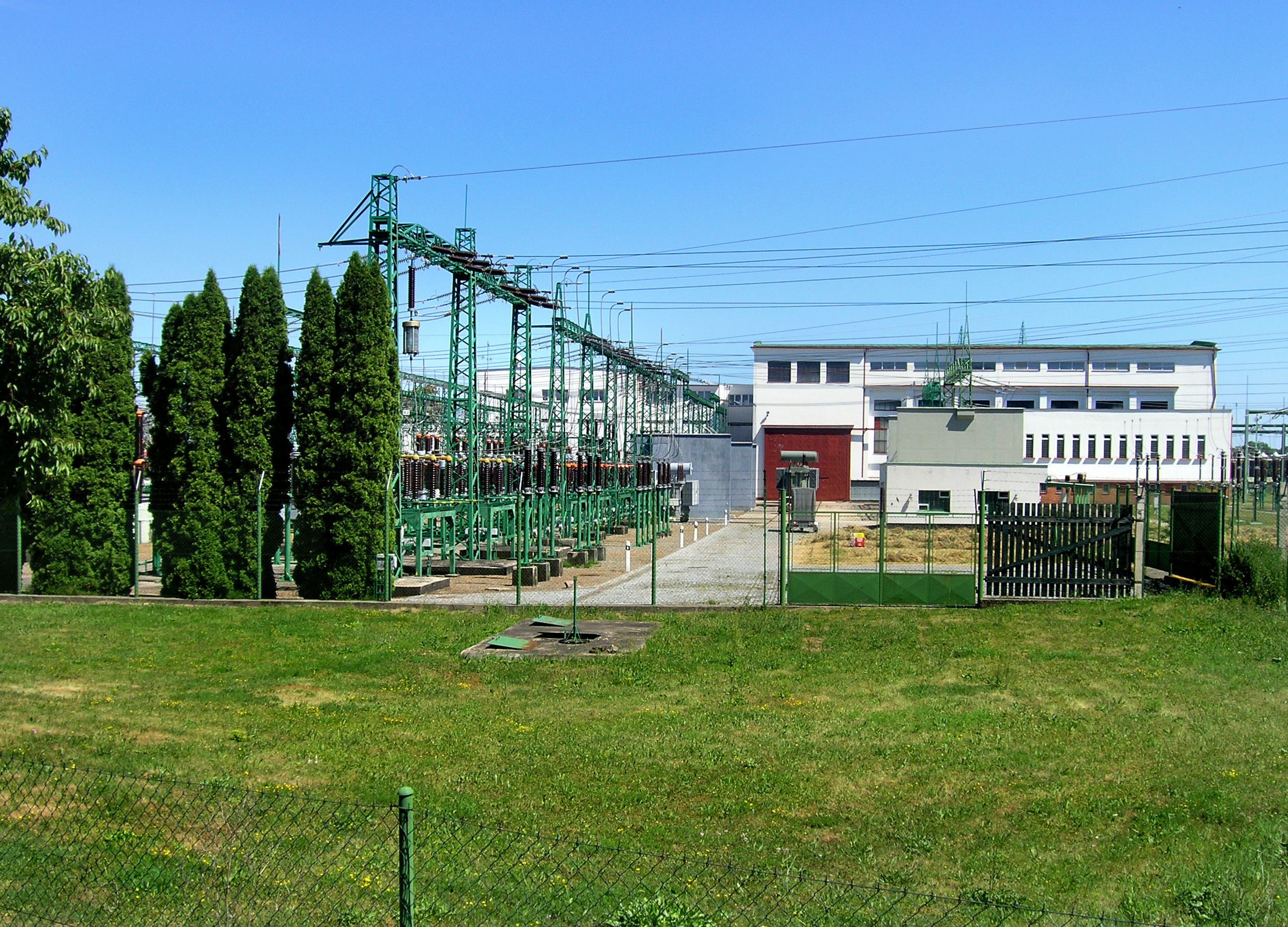
Umspannwerk Opočínek

Opočínek (deutsch Opotschinek) ist ein Ortsteil der Stadt Pardubice im Okres Pardubice, Tschechien. Er liegt neun Kilometer westlich des Stadtzentrums von Pardubice und gehört zum Stadtteil Pardubice VI.

## Geographie
Opočínek befindet sich linksseitig der Elbe in der Polabská rovina (Elbniederung). Südlich des Dorfes verläuft die Bahnstrecke Česká Třebová–Praha, dahinter liegt das Umspannwerk Opočínek. Der Bahnhaltepunkt Pardubice-Opočínek liegt in der Gemarkung Lány na Důlku und steht in keiner Wegeverbindung mit dem Dorf Opočínek. Gegen Südosten erstreckt sich der Wald Obecní les.
Nachbarorte sind Nerad und Živanice im Norden, Naháji und Černá u Bohdanče im Nordosten, Lány na Důlku und Krchleby im Osten, Popkovice und Staré Čívice im Südosten, Kokešov, Barchov und Bezděkov im Süden, Veselí, Lepějovice und Valy im Südwesten, Mělice im Westen sowie Výrov und Přelovice im Nordwesten.

## Geschichte
Erstmals schriftlich erwähnt wurden die zum Gut Jezbořice gehörigen Dörfer Opočinec Malý (Opočínek) und Opočeň na Háji (Naháji) im Jahre 1131 in einer Urkunde des Bischofs Heinrich Zdik als Besitz des Bistums Olmütz. Im Jahre 1441 überschrieb Bischof Paul von Miličin und Talmberg das bis dahin im Besitz von Jindřich Lacenbok von Chlum befindliche Gut Jezbořice mit den Dörfern Bezděkov, Barchov, Opočen, Opočeň Malý (Opočínek), Lány na Důlku und Crkaň an Mikoláš Bochovec von Bochov. Dieser teilte das Gut unter seinen Söhnen auf; Štěpán erhielt Jezbořice, sein Bruder Zbyněk die übrigen Dörfer. Zbyněk Bochovec von Bochov, der seit 1467 alleiniger Besitzer des Gutes Jezbořice war, trat 1488 seine Rechte an Heinrich von Münsterberg ab. Dieser verpfändete das gesamte Gut auf drei Jahre an Václav Žehušický von Nestajov. Mit Billigung durch den böhmischen König Ladislaus Jagiello löste Wilhelm von Pernstein 1492 sämtliche verpfändeten Güter aus. Die Dörfer des Gutes Jezbořice schlug er seiner Herrschaft Pardubitz zu. Jaroslav von Pernstein verkaufte die Herrschaft Pardubitz im Jahre 1560 an König Ferdinand I. König Rudolf II. ließ die Herrschaft 1588 durch ein System von 24 Rychta (Scholtiseien) neu organisieren; der Rychtář in Jezbořice übte die niedere Gerichtsbarkeit für Opozzien (Opočín) und Opočínek aus. Im Urbar von 1588 sind für Opočín 7 Anwesen und für Opočínek 4 Anwesen ausgewiesen. Später wurden beide Dörfer zu einem zusammengefasst und mit Horní Opočínek und Dolní Opočínek bezeichnet.
Im Jahre 1835 bestand das im Chrudimer Kreis gelegene Dorf Ober- und Unter-Opotschinek aus 21 Häusern, in denen 163 Personen, darunter eine protestantische Familie, lebten. Pfarrort war Lan ob der Gruben. Zwischen 1842 und 1845 wurde südlich des Dorfes die k.k. Nördliche Staatsbahn angelegt. Bis zur Mitte des 19. Jahrhunderts blieb Opotschinek der k.k. Kameralherrschaft Pardubitz untertänig.
Nach der Aufhebung der Patrimonialherrschaften bildete Opočinek ab 1849 eine Gemeinde im Gerichtsbezirk Přelauč. Ab 1868 gehörte die Gemeinde zum Bezirk Pardubitz. 1869 lebten in Opočinek 214 Personen. Zu Beginn des 20. Jahrhunderts wurde der auf der Terrasse über den Elbwiesen befindliche Hauptort als Horní Opočinek (Ober-Opotschinek) und der in den Elbauen gelegene Weiler mit der Elbfähre und dem Fischerhaus als Malý Opočinek (Klein-Opotschinek) bezeichnet. 1908 begannen bei Opočinek die Arbeiten zur Flussregulierung der Elbe; für den Transport der dafür erforderlichen Steine wurde eine Holzbrücke über die Alte Elbe errichtet, die jedoch beim großen Hochwasser von 1909 fortgerissen wurde. 1910 hatte die Gemeinde 275 Einwohner. Seit 1924 wird Opočínek als amtlicher Gemeindename verwendet. 1930 erfolgte der Bau einer neuen Straße, die von Opočínek nach Süden zur Bezirksstraße führte. Im selben Jahr errichtete der Besitzer des Gutes Staré Čívice, Emanuel Kokeš, an der Bezirksstraße im Wald Kuchyňka eine Fabrik zur Verarbeitung landwirtschaftlicher Produkte und Konservenproduktion. 1938 erhielt Opočínek einen Anschluss an die Elektrizitätsversorgung. 1949 wurde Opočínek dem Okres Přelouč zugeordnet. In der ehemaligen Kokeš-Fabrik wurde 1950 der Ústav pro výzkum radiotechniky Opočínek (Institut für Radiotechnik) eingerichtet. Zu dieser Zeit hatte Opočínek 296 Einwohner. Im März 1957 nahm das Umspannwerk Opočínek den Betrieb auf. Der Okres Přelouč wurde im Zuge der Gebietsreform von 1960 aufgehoben, seitdem gehört das Dorf zum Okres Pardubice. Im Juli 1964 erfolgte die Eingemeindung nach Lány na Důlku; seit Anfang 1986 ist Opočínek ein Ortsteil von Pardubice. 1992 wurde das Dorf dem 6. Stadtbezirk zugeordnet. Beim Zensus von 2001 bestand Opočínek aus 73 Häusern und hatte 194 Einwohner.

## Ortsgliederung
Der Ortsteil Opočínek bildet einen Katastralbezirk. Zu Opočínek gehören die Ansiedlungen Naháji (Klein-Opotschinek) und Kokešov sowie die Fluren Crkáň, Na úzkých, Cimbálek und Na širokých.

## Sehenswürdigkeiten
- Kreuz in Opočínek, es wurde 1885 erneuert
- Naturdenkmal Labiště pod Opočínkem, der abgeworfene Elbmäander nordwestlich des Dorfes wurde 1982 unter Schutz gestellt.
- Marienkapelle in Kokešov, errichtet 1869 durch Marie Chotek von Chotkowa